# Pontania saliscinereae
Pontania saliscinereae är en stekelart som först beskrevs av Anders Jahan Retzius 1783.  Pontania saliscinereae ingår i släktet Pontania, och familjen bladsteklar. Arten är reproducerande i Sverige.